# D
D, d (gesprochen: [deː]) ist der vierte Buchstabe des klassischen und modernen lateinischen Alphabets. Er repräsentiert im Deutschen und wohl allen europäischen Sprachen den stimmhaften alveolaren Plosiv, also einen Konsonanten.
Der Buchstabe D hat in deutschen Texten eine durchschnittliche Häufigkeit von 5,09 % und ist dort der achthäufigste Buchstabe.

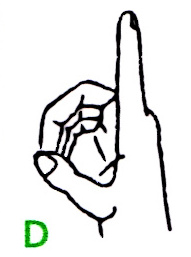
Buchstabe D im Fingeralphabet

Das Fingeralphabet für Gehörlose bzw. Schwerhörige stellt den Buchstaben D dar, indem der Zeigefinger nach oben zeigt und Daumen und restliche Finger einen geschlossenen Kreis bilden.

## Herkunft

Fisch (protosinaitisch)
Tür (protosinaitisch)
Phönizisches Dâlet
Griechisches Delta
Etruskisches D
Lateinisches D (Antiqua)
Lateinisches D (Fraktur)

Die protosinaitische Urform des Buchstabens liegt im Dunklen. Zurzeit gehen Wissenschaftler von dem Zeichen für Fisch oder einem Zeichen für Tür aus. Das Tür-Zeichen symbolisiert dabei die mit einem Vorhang verhängte Eingangstür eines Zelts. Aus der Schwanzflosse des Fisches oder aus dem Türsymbol entwickelte sich der Buchstabe im phönizischen Alphabet zu einem Dreieck mit Ansatz. Der rekonstruierte Name dieses Buchstabens ist Dâlet, was Tür bedeutet. Die Phönizier gaben dem Buchstaben den Lautwert [d]. Auch im hebräischen Alphabet wird der Buchstabe mit dem entsprechenden Lautwert Dalet „דּ“ genannt. Es besteht eine gewisse Verwandtschaft mit dem T, da sich beide Laute sehr ähneln.
Die Griechen übernahmen den Buchstaben als Delta. Der Ansatz des Dreiecks wurde weggelassen. In vorklassischer Zeit wurde das Dreieck zum Teil auch abgerundet dargestellt, abhängig vom jeweiligen Schreibwerkzeug. Die Etrusker übernahmen die abgerundete Form des Delta. Da die Etruskische Sprache keine stimmhaften Konsonanten wie [d] hatte, wurde der Buchstabe kaum gebraucht, allerdings wurde er beibehalten. Die Römer übernahmen den Buchstaben von den Etruskern, schlossen ihn mit der Basislinie ab und verwendeten ihn wieder, um den im lateinischen vorhandenen [d]-Laut darzustellen.

## Zitat
„D vermittelt den dünnen und scharfen laut T mit dem gehauchten TH. Es nimmt in dem griechisch-lateinischen Alphabet den vierten Platz ein zwischen G und E oder C und E: in dem nur aus sechzehn Buchstaben bestehenden altrunischen, das eine eigene sehr verschiedene Ordnung hat, kommt es nicht vor, da ihm Þ und T genügt …“